# Ирина Войнова
Ирина Войнова е българска поетеса, родена на 15 април 1953 г. в Приморско. По професия е строителен инженер, специалност Промишлено и гражданско строителство. От 1981 г. до 2009 г. работи в „Лукойл Нефтохим Бургас“.
Автор е на стихосбирките:
- „Оголен камък“ (1996)
- „Глинена птица“ (1998)
- „Степен на изгаряне“ (2000)
- „Крило и корен“, отличена с годишната награда на община Бургас за поезия  „Христо Фотев“ за 2003 година
- „Градината на Фохат“ (2006)
- „Мъртва кост“ (2010)[1], „Госпожа Поезия“ (2015) и „На педя от рая“ (2016), като части от трилогията „Сълзи на огъня“
- „Алхимия на копнежа“ (2017), „Макрина“ (2018), „Разсъмване в думите“ (2021) от седморен цикъл „Епопея за богомилите“
- „Фракталът на думите“ (2020)